# アーサー・セント・レジャー (初代ドナラル子爵)
初代ドナラル子爵アーサー・セント・レジャー（英語: Arthur St. Leger, 1st Viscount Doneraile PC (Ire)、1674年以前 – 1727年7月7日）は、アイルランド王国の政治家、貴族。異母弟にジョン・セント・レジャーがいる。

## 生涯
ジョン・セント・レジャー（John St Leger、1696年3月31日没）とメアリー・チチェスター（Mary Chichester、初代ドニゴール伯爵アーサー・チチェスターの娘）の息子として生まれた。
1689年5月7日、ジェームズ2世が招集したアイルランド議会に出席せず私権剥奪された。その後、1692年から1693年までドナラル選挙区の代表としてアイルランド庶民院議員を務めた。
1703年6月23日、アイルランド貴族であるウォーターフォード県におけるキルメイデン男爵とコーク県におけるドナラル子爵に叙された。1715年10月3日、アイルランド枢密院の枢密顧問官に任命された。
1727年7月7日に死去、ドナラルで埋葬された。息子アーサーが爵位を継承した。

## 家族
1690年6月24日、エリザベス・ヘイズ（Elizabeth Hayes、1740年1月16日没、ジョン・ヘイズの娘）と結婚、2男1女をもうけた。
- エリザベス（英語版）（1693年/1695年 – 1773年/1775年） - リチャード・アルドワース（Richard Aldworth）と結婚、子供あり。初代ドナラル子爵（第2期）セント・レジャー・セント・レジャーの母
- アーサー（1695年頃 – 1734年） - 第2代ドナラル子爵。子供あり
- ヘイズ（1702年1月1日洗礼 – 1767年4月18日埋葬） - 第4代ドナラル子爵